# ペロ・アグアヨ・ジュニア
ペロ・アグアヨ・ジュニア（Perro Aguayo, Jr）のリングネームで知られるペドロ・アグアヨ・ラミレス（Pedro Aguayo Ramírez、1979年7月23日 - 2015年3月21日）は、メキシコ・メキシコシティ出身のプロレスラー。
父は「山犬」ことペロ・アグアヨ。

## 来歴
1995年6月18日、父であるペロ・アグアヨが所属していたAAAにてペリートのリングネームでプロレスラーデビューを果たす。
1998年6月7日、ペロ・アグアヨとタッグを組んでメキシコナショナルタッグチーム王者であるフエルサ・ゲレーラ & モスコ・デ・ラ・マーセドに挑戦して勝利し、ベルトを奪取。
1999年4月18日、ブルー・デーモン・ジュニア & ラ・パルカ・ジュニア & マスカラ・サグラダ・ジュニアと組んでロス・バトス・ロコス（チャーリー・マンソン & ピクード & メイ・フラワーズ & ニグマ）から勝利してナショナルアトミコス王座を奪取。
2000年3月、ペロ・アグアヨの引退ツアーで新日本プロレスに初来日を果たす。
2002年4月21日、エレクトロ・ショックから勝利してメキシコナショナルライトヘビー級王座を奪取。
2003年5月、CMLLへと移籍。同年8月8日、エル・イホ・デル・サントと組んでブルー・デーモン・ジュニア & ニチョ・エル・ミジョナロから勝利してWWA世界タッグチーム王座を奪取。
2004年、レジェンダ・デ・プラタにて優勝を飾る。
2005年8月16日、ウルティモ・ゲレーロと組んでエル・イホ・デル・サント & ネグロ・カサスから勝利して2度目のWWA世界タッグチーム王座を奪取。
2006年、トルネオ・グラン・アルタナティバにてミステリオッソ2号と組んで優勝を飾る。
2007年2月16日、ミステル・アギラ & エクトール・ガルサと組んでアトランティス & タルサン・ボーイ & ウルティモ・ゲレーロから勝利してCMLL世界トリオ王座を奪取。
2008年1月31日、エクトール・ガルサと組んでドクトル・ワグナー・ジュニア & ショッカーから勝利して3度目のWWA世界タッグチーム王座を奪取。同年11月、CMLLを退団。12月にダミアン666と新団体であるペロス・デル・マールを旗揚げした。
2010年6月、ペロス・デル・マールと平行してAAAやCMLLを始めする他団体に参戦している。
2015年3月21日、インディー団体であるCRASHにてマニックと組んでレイ・ミステリオ・ジュニア & エクストリーム・タイガーとの対戦中にミステリオのコルバタを受け、場外に落ちる際にリングエプロンの角で後頸部を強打し頸椎を損傷。この傷が元で死去。35歳没。

## 得意技
- ラ・ランツァ

ダイビング・フット・スタンプ
- ラ・シーラ

ダイビング・セントーン
- ペリート・ドライバー

ロー・エルボー

## 獲得タイトル
CMLL
- CMLL世界トリオ王座（w / エクトール・ガルサ & ミステル・アギラ）

AAA
- メキシコナショナルタッグ王座（w / ペロ・アグアヨ : 2回、エクトール・ガルサ）
- メキシコナショナルアトミコス王座（w / ブルー・デーモン・ジュニア & ラ・パルカ・ジュニア & マスカラ・サグラダ・ジュニア）
- AAA殿堂
- メキシコナショナルライトヘビー級王座

WWA
- WWA世界タッグチーム王座（エル・イホ・デル・サント、ウルティモ・ゲレーロ、エクトール・ガルサ）